# MeerKAT
MeerKAT是一座射电望远镜阵列，由64个中频碟形天线组成，直徑為13.5 m，建於南非北开普省卡魯地區。 它是作為南非和澳洲正在建造的大型無線電干涉儀平方千米阵（SKA）的先导单元设备之一而建造的，目的是展示技術可行性並進行開創性科學研究。阵列于2018年起用。
該望遠鏡最初計劃為具有20個天線的卡魯陣列望遠鏡（Karoo Array Telescope, KAT），但在決定增加天線數量後更名為MeerKAT。 它以狐獴(Meerkat)命名，狐獴是卡魯地區流行的一種動物。